# Pseudolasius caecus
Pseudolasius caecus é uma espécie de formiga do gênero Pseudolasius, pertencente à subfamília Formicinae.